# چشم تا نوک (کالبدشناسی)

فلش "۱۱" نشان‌دهنده جای "چشم تا نوک" در این عقاب است.

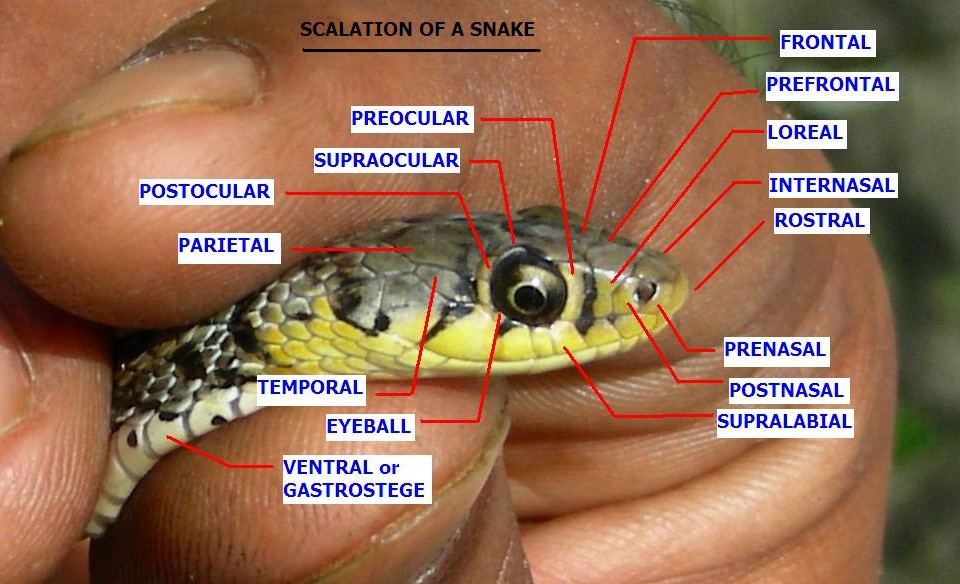
پولک‌های روی سر یک مار

چشم تا نوک، چشم تا بینی، جلوی چشم یا جلوچشم (به انگلیسی: در حالت اسمی Lore و در حالت صفت loreal)، ناحیه بین چشم و سوراخ بینی پرندگان، خزندگان و دوزیستان است.

## پرنده‌شناسی
در پرنده‌شناسی، لور ناحیه بین چشم و نوک در کنار سر پرنده است. این ناحیه گاهی بدون پر است و پوست ممکن است مانند بسیاری از گونه‌های خانواده باکلانان رنگی باشد. این ناحیه که به‌طور مستقیم در جلوی چشم است، در بسیاری از گونه‌های پرندگان از جمله سلیم کلاه‌قرمز دارای یک «نوار یا خط چشم تا نوک» است. در پرندگان، به بخشی از نوار ابرویی که در بالای ناحیۀ چشم تا نوک (lore) قرار دارد، supraloral می‌گویند. 

## خزنده‌شناسی
در دوزیستان و خزندگان، ناحیه جلوچشم مربوط به مناطقی است که بلافاصله در کنار چشم‌ها و بین چشم‌ها و سوراخ‌های بینی قرار دارند. اینها شبیه به ناحیه جلوی چشم در پرندگان است که مربوط به ناحیه بین چشم و نوک است.
در مارها و خزندگان، پولک جلوی چشم نیز به پولک‌هایی گفته می‌شود که بین چشم و سوراخ بینی قرار دارند. در افعی چاله‌دار، گودال‌های جلوی چشم در دو سوی سر وجود دارند.